# Peicani
Peicani – wieś w Rumunii, w okręgu Vaslui, w gminie Găgești. W 2011 roku liczyła 564 mieszkańców.